# سوگند یهودی

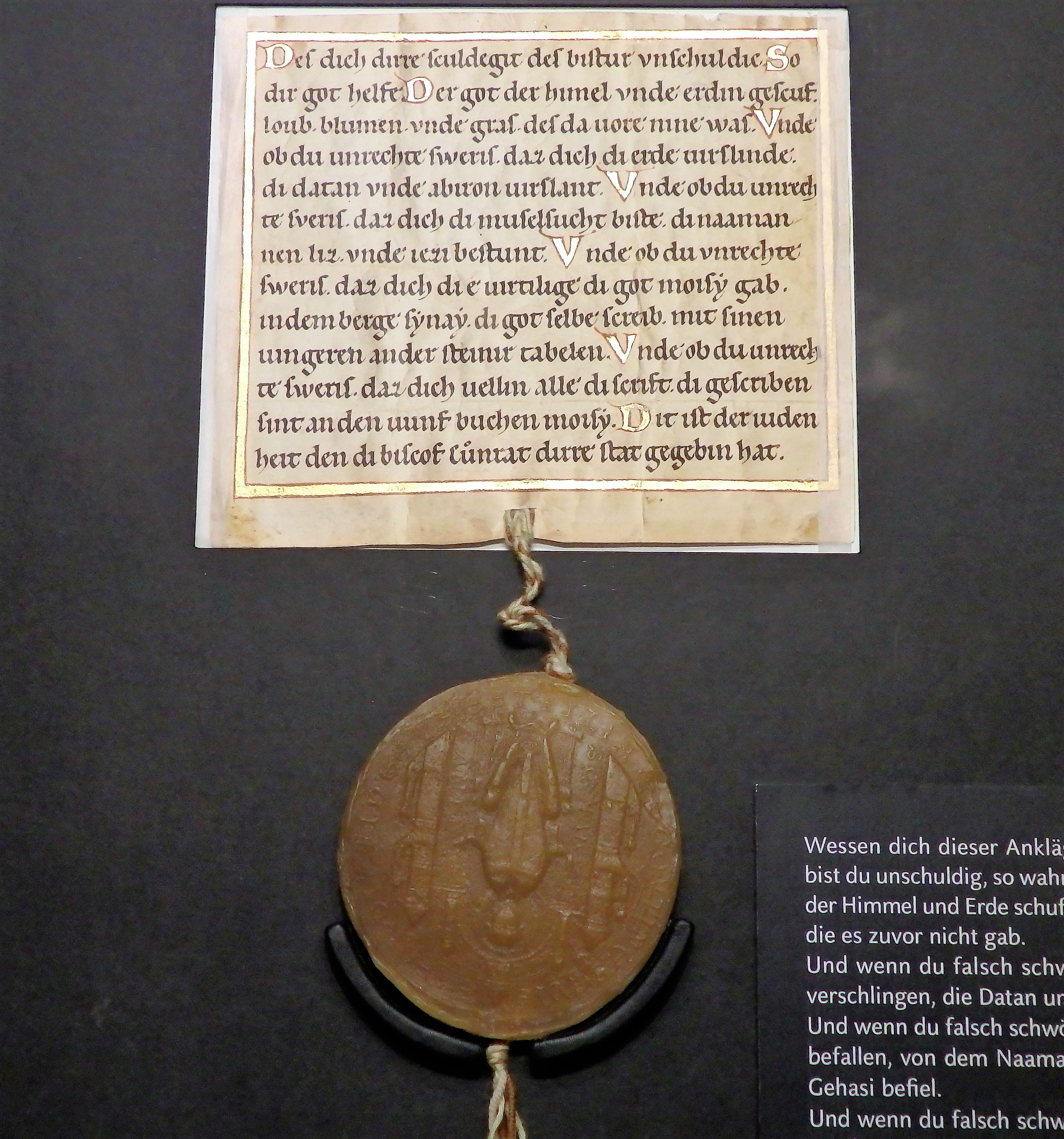
Faksimile des Erfurter Judeneids, Alte Synagoge, Erfurt

سوگند یهودی نوعی مراسم سوگندخوردن خاص برای یهودیان بود که از یهودستیزی ریشه گرفته بود و در آن یهودیان برای سوگندخوردن در دادگاههای اروپایی تا قرن بیستم مجبور بودند تحقیر شوند. شک در مورد سوگندهای یهودیان به شدت با مخالفت مسیحیان با دعای کول نیدری مرتبط بود که در روز یوم کیپور خوانده می‌شود. در زمانی که در کشورهای اروپایی کلیسا و دولت متحد بودند این نوع مراسم به شدت اعمال می‌شد.

## تاریخچه

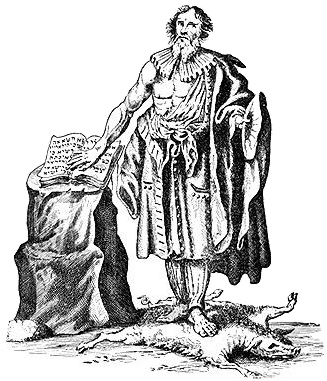
نقاشی قرن ۱۷ آلمانی از سوگند یهودی.

اولین محدودیتهای نسبت به یهودیان در دادگاه به امپراطوری بیزانس و جاستینین اول باز می‌گردد که اعلام کرد یهودیان و ناباوران نباید به عنوان شاهد در دادگاه علیه مسیحیان استفاده شوند؛ ولیکن این محدودیتها برای دادگاههای غیرمذهبی وجود نداشت و در آن یهودیان و ناباوران به عنوان معادل استفاده می‌شدند. قانون فردریک دوک اتریش در سال ۱۲۴۴ میلادی که مدل اصلی برای دادگاههای بعدی بود تنها از یهودیان می‌خواست که به کتاب مقدس خود، تورات، سوگند بخورند. قوانین مشابهی در انگلستان، پرتغال و مجارستان وجود داشت. با این وجود در این زمانها گاهی دادگاهها شرایط تحقیرآمیزی برای یهودیان فراهم می‌کردند:
- امپراطوری بیزانس، قرن ۱۰ میلادی، یهودی مجبور بود که تاجی از خار بر روی بیضه‌هایش ببندد، درون ظرفی از آب بایستد، و با «برشیت برا» سوگند بخورد، که به این معنی بود که یهودی به صورت معمول سوگند دروغ می‌خورد.
- آرلس، ۱۱۵۰ میلادی، خار بر گردن یهودی بسته می‌شد، چوب خارداری بر روی بیضه‌های یهودی کشیده می‌شد و او باید تمامی لعنتهای تورات را علیه خود به زبان میاورد.
- سوابیا، قرن ۱۳، یهودی باید بر روی یک حیوان کثیف یا گوسفند کشته شده می‌ایستاد.
- سیلسیا، ۱۴۲۲ میلادی، یهودی باید بر روی یک سه‌پایه می‌ایستاد و هر بار که میفتاد باید جریمه پرداخت می‌کرد، اگر یهودی چهار بار میفتاد دادگاه علیه او رای می‌داد.
- دورتموند، یهودی هر بار که در به زبان آوردن مجدد سوگند تعلل می‌کرد جریمه می‌شد.
- وربوف، سال ۱۵۱۷، یهودی باید با پاهای برهنه می‌ایستاد و رو به شرق می‌کرد در حالی که تورات را در دست داشت.
- برسلو، سال ۱۴۵۵ میلادی، یهودی باید بدون کلاه می‌ایستاد و نام یهوه را بر زبان میاورد.

## در کشورهای اسلامی
هارون الرشید یهودیان را مجبور می‌کرد که به نحو مشابهی سوگند خورده و بلاهای تورات را علیه خود به زبان آورند. در قرن ۱۴ میلادی حکومت مملوکیان در مصر یهودیان را مجبور به سوگند خوردن به نحو مشابهی می‌کرد.

## در آلمان
در سال ۱۵۵۵ میلادی دادگاه حکومت آلمان تصمیم گرفت که شرایط سوگند یهودی را تغییر دهد. در این مراسم یهودی باید تمامی لعنتهای تورات، ده بلای مصر، جذام نعمان و گهازی، و سرنوشت داتان و ابیرام را علیه خود به زبان میاورد.
موسی مندلسون فیلسوف یهودی آلمانی در قرن ۱۸ موفق شد دولت آلمان را مجبور کند که به تدریج این شرایط را لغو کند. دادگاه عالی فرانسه در سال ۱۸۴۶ در فرمانی شرایط این سوگند را لغو کرد؛ ولیکن در رومانی این شرایط تا سال ۱۹۰۲ ادامه داشت.